# アイルランド市民軍

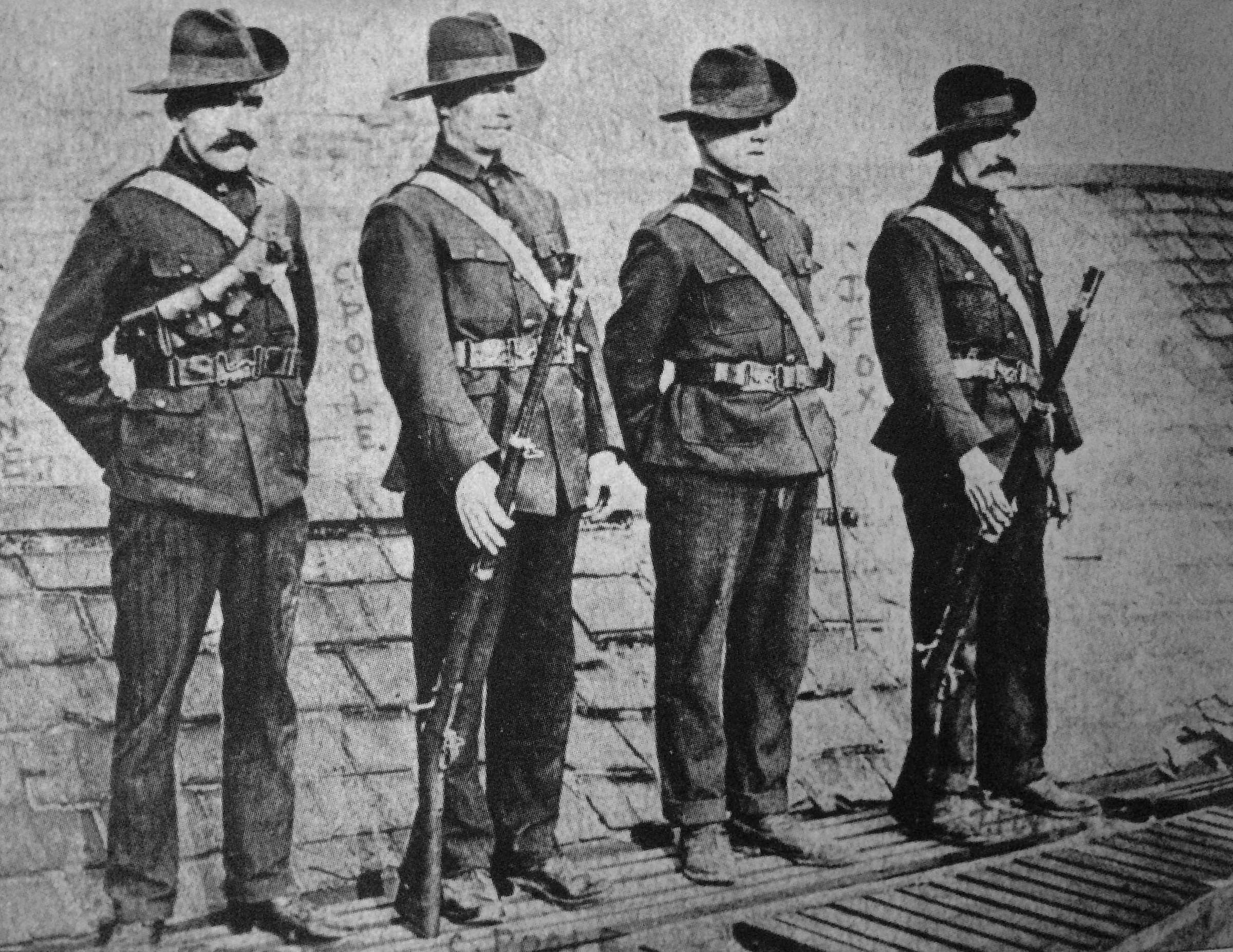
アイルランド市民軍メンバー。左から2人目がキット・プール。

アイルランド市民軍（アイルランドしみんぐん、アイルランド語: Arm Cathartha na hÉireann、英語: The Irish Citizen Army、略称：ICA）は、ダブリンに設立された、アイルランド運送・一般労働組合 (ITGWU) による訓練を受けた義勇兵からなる小規模な民兵組織である。労働組合の義勇兵を訓練し、ダブリン首都警察から労働者のデモ活動を防衛することを目的に編成された。 ジェームズ・ラーキン、 ジェームズ・コノリー、ジャック・ホワイトによって1913年11月23日に結成された。ショーン・オケーシー、コンスタンツ・マルキエビッチ、フランシス・シーヒー・スケッフィントン、パトリック・トーマス・ダリー、キット・プールなどが主要構成員として参加している。1914年にはその後、よく知られるようになる星の鋤のしるしがついた旗を採用した。1916年に、イギリスのアイルランド支配の終結を目指した武装蜂起イースター蜂起に参加した。
イースター蜂起の後、ジェームズ・コノリーの死亡やジェームズ・ラーキンの離反に続いて、 アイルランド独立戦争中にアイルランド共和軍の物質的支援に徹し直接的な関与を行わないことを選択し、主に自ら第一線を退いた。1919年7月、ICAは市民軍と共和軍への同時加入を禁止する宣言により、軍事的非活発化も相まって、ICAの隊員は相次いで離脱した。アイルランド内戦中に発した「中立」宣言はさらなる隊員の離脱を招いた。
1920年から1934年までの間は軍事的有用性を失っていたICAだが、新設の共和党議会によって再建が計画された。しかし、共和党議会はイデオロギー論争で分割・崩壊し、同様にICAも解散した。

## ダブリン・ロックアウトと創設

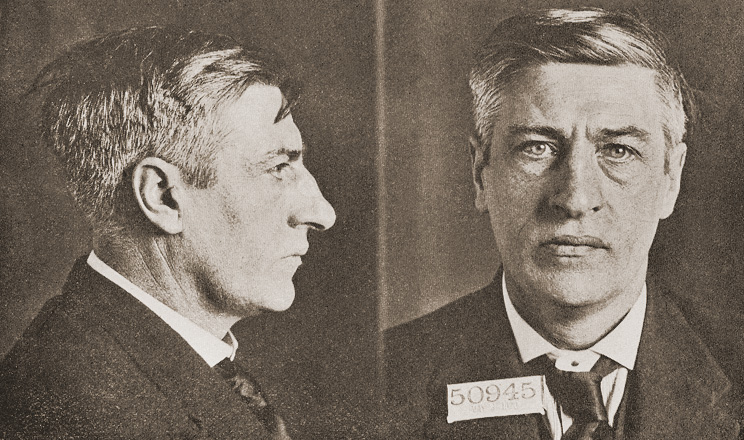
アイルランド市民軍創設者でリーダーであるジェームズ・ラーキン。1919年にニューヨーク州で「犯罪的アナーキズム」により逮捕された際のマグショットである。

アイルランド市民軍は、1913年に行われたアイルランド運送・一般労働組合 (ITGWU) の大規模ストライキであるダブリン・ロックアウトによって生まれた。このストライキによりダブリンの大部分で経済的な行き詰まりが発生した。ダブリン・ロックアウトにおいて特筆されるのは、ストライキ参加者とダブリン首都警察の間で行われた熾烈な暴動である。とくに8月31日のオコンネル通りでの集会では男性2名が撲殺され、約500人の負傷者が発生した。他のストライキ参加者はスト破りにより発砲されたリボルバーの跳弾で致命傷を負った。 
こうした暴力により、ダブリン・ロックアウトの主導者の1人で労働運動家であったジェームズ・ラーキンは警察から身を守るための民兵組織の創設が必要であると考えるようになった。ジェームズ・ラーキン、 ジェームズ・コノリー、ジャック・ホワイトらによって1913年11月23日にアイルランド市民軍が結成された。 

## 再編

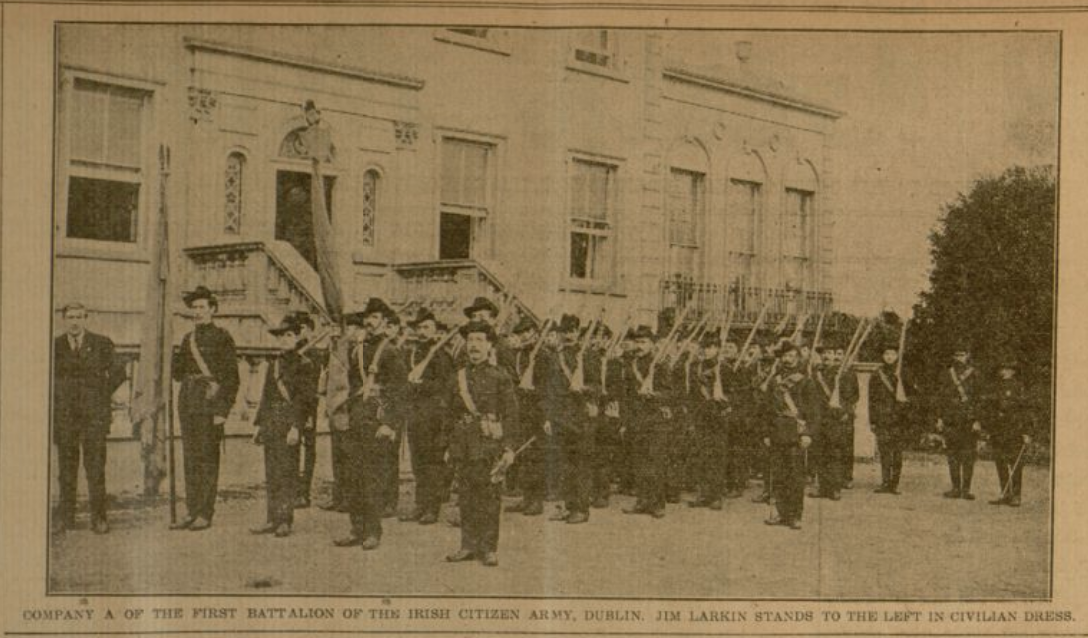
リバティ・ホールの外でアイルランド市民軍と一緒にいるジェームズ・ラーキン。

1914年、完全にアイルランド市民軍が再編された。 同年3月、警察はICAのデモに攻撃を加え、デモの指導者であるジャック・ホワイトを逮捕した。劇作家のショーン・オケーシーはICAをより正式な形式に則った組織にする必要があると考え、「アイルランドの道徳的・物質的所有権は、アイルランド国民の権利として与えられたものである」 「全アイルランド市民の名の下では、すべての出生財産や信仰は不問とする」という文から述べられる規約を作成した。4月にはアイルランド市民軍の旗としてのちに非常によく知られるようになる、鋤と星の旗がお披露目された。
アイルランド市民軍はマウザーライフルで武装していたが、これはアイルランド義勇軍がドイツから購入し、ホウスへ密輸したものである。 アイルランド市民軍は、男女両者に同様の会員資格を提供し武器訓練を行った、初の準軍事組織であった。軍の本部はITGWU本部のあるリバティ・ホールに設置されたため、隊員はもっぱらダブリン基地に集中していたが、その後ジェームズ・コノリーによってケリー県のトラリーとキラーニーに支部が設置された。1914年9月9日、トム・クラークはダブリン内全ての分離主義者集団と会合を開き、ドイツのアイルランド侵攻を支援し、警察による義勇軍の武装解除を防ぐように呼びかけた。リアム・オブライエンと、前者の一斉行動は総じて非現実的で不可能であると考えた軍事指揮官マイケル・マリンは、ICAの将校たちとの間で知的な不一致による論争を引き起こした。オブライエンはダブリンにある兵力が「街に囚われる」ことのないような戦略を推進したかったが、それに対しマリンは、全戦略はダブリン城とその周辺を中枢目標として重視していると反駁した。 ダブリン城とその背後の兵舎には駐屯部隊の残骸しかなく、名ばかりの部隊にすら占領されうる状況であることを、マリンらはほとんど知らなかった。
1914年10月、ジェームズ・ラーキンはジェームズ・コノリー指揮下のアイルランド市民軍を残してアイルランドを去り、アメリカへ向かった。ICAが就労拒否をする労働者の自己防衛のための非常備軍に過ぎなかった一方で、コノリーはICAをアイルランド社会主義共和国建国に特化した革命組織にしようと考えた。青年時代にイギリス陸軍に所属していたコノリーは軍略と軍事規律について造詣が深かった。初期の構成員として評議会の秘書を務めるショーン・オケーシーが他に挙げられる。オケーシーは、義勇軍との綿密な関係を築いていたコンスタンツ・マルキエビッチはICAにとって「有害」であるとし、排斥を試みた。フランシス・シーヒー・スケッフィントンとオケーシーの二人は、コノリーが過激派国粋主義団体アイルランド共和同胞団(IRB)に感化されたことが明らかになると、アイルランド市民軍から離脱した。アイルランド市民軍は極めて貧迫していた。アイルランド共和同胞団のフィニアンで著名なアイルランド系アメリカ人であるジョン・デヴォイは、アイルランドの国土で国軍を持つことは、ゲール語連盟の創設以来、最も重要な兆候であると確信していた。 マルクス社会主義者かつアイルランド共和主義者のジェームズ・コノリーは、暴力による政治変革の達成はフェニアンの伝統に基づき正当であると考えていた。ICAは、200〜300人にまで縮小するという人数減少や統制の乱れの憂き目に遭った。

## イースター蜂起

1914年、イースター蜂起の際にかかげられた星の鋤の旗。

1916年4月24日木曜日、アイルランド市民軍の隊員220人（28人は女性）がはるかに数多くのアイルランド義勇軍と共にイースター蜂起に参加した。 隊員らはダブリンの主要幹線であるオコンネル通り（旧称サックヴィル通り）にある中央郵便局 (GPO) の占拠に加わった。コノリーの副官であるマイケル・マリンはキット・プールやコンスタンツ・マルキエビッチ、アイルランド市民軍の部隊と共にセント・スティーブンス・グリーン公園を占拠した。ショーン・コノリー傘下の部隊はダブリン市庁舎を占領し、ダブリン城に攻撃を加え、最終的に分遣隊がハーコートストリート駅を占領するに至った。イースターの週において、蜂起側の最初の死傷者はアイルランド市民軍の男性であった。ダブリン城への攻撃が失敗に終わった際に、アイルランド市民軍では二人の死傷者が発生した。
アイルランド市民軍の士官にしてアビー座の俳優であるショーン・コノリーは、英軍兵を最初に殺した反乱者であり、英軍兵に最初に殺された反乱者であった。

## 独立戦争と内戦

### 独立戦争
イースター蜂起後、アイルランド市民軍はリーダーを失い、動きもほとんどなくなった。コノリーとマリンは処刑され、ラーキンはアメリカにおり、1920年から1923年まではシンシン刑務所に投獄されていた。アイルランド市民軍は主にジェームズ・オニールの手にまかされた。アイルランド独立戦争の時期までには、アイルランド市民軍で活動している者は250名足らずになっており、ほとんどがダブリン市内にいた。この段階では、アイルランド市民軍はアイルランドのイギリス軍と直接かかわることはできなくなっており、かわりにIRAを補助し、武器や医療支援その他の物資を提供する組織として活動することを選んだ。当初はアイルランド市民軍はメンバーが市民軍とIRAの両方に所属してよいとしていたが、1919年7月にメンバーは片方にしか所属できないと決めた。 
1919年4月に、当時広く起こっていたアイルランドソビエト活動の一部としてリムリック・ソビエトが設立された際には、アイルランド市民軍はこれに関して何の行動もとらないことにした。アイルランド市民軍が活動していないことに対して内部の不満が高まり、1920年1月にはメンバーがシン・フェインとIRAとの関係をめぐって議論し始めた。メンバーであるマイケル・ドネリーはアイルランド市民軍がいまや単なるシン・フェインの「尾」になっていると非難し、IRAはもはやアイルランド市民軍が求めていた共和国のために戦っているわけではないのだからIRAを支援するのは「非論理的」だと示唆した。これに応えてアイルランド市民軍の主導的メンバーであったディック・マコーマークは、ドネリーがアイルランド市民軍を怖そうとしていると非難した。数ヶ月の間、内紛が大きくなり続けた。メンバーはいまだにアイルランド市民軍のメンバー資格を維持しつつもシン・フェインの集まりでスピーチをしているコンスタンツ・マルキエビッチを批判した。ショーン・マクローリンはイースター放棄で戦った社会主義者だったが、アイルランド市民軍に対する批判を含む報告を第三インターナショナルに送っており、その際にアイルランド市民軍はマクローリンを「逮捕」するための「令状」なるものを出して応答した。1920年代の間、アイルランド市民軍は軍事訓練を実践し続ける一方、実際には民兵組織というよりはダブリンの労働運動家や社会主義者の面々をメンバーとする社交クラブのような機能を果たすようになっており、メンバーは一緒にカード遊びをしたり、社会主義に関する授業を受けたり、吹奏楽隊を運営したりすることにばかり時間が使われるようになったことに気付いていた。

### 内戦
英愛条約調印の後、アイルランド市民軍はその時新たにくすぶりはじめたアイルランド内戦において、条約支持派・条約反対派の間で「中立」の立場をとった。アイルランド市民軍の過半数の意見では、いずれの側も「労働者の共和国」に向けて活動してはいなかったが、それこそがアイルランド市民軍の目的であったからである。市民軍メンバーの意見は労働党などの主要な労働運動の意見と一致しており、労働党は内戦にあたって両派の和平のために運動していた。しかしながら、アイルランド市民軍がどういう方向をとるかをめぐってイデオロギーにかかわる内紛が起こり、さまざまな派閥がジェームズ・ラーキンを指示するほうに賛同したり、ロディ・コノリーとコノリーが新設したアイルランド共産党（ロディの父ジェームズのアイルランド社会党を改名した団体）を指示したり、アイルランド市民軍が主流の労働党と歩調を合わせることを求めたりした。
結局、アイルランド市民軍の過半数は労働党を支持し、条約支持派・条約反対派の和平を求めて運動した。このためアイルランド市民軍からは多くの離反が出て、その多くは反条約派IRAに入り、一方で少数の者は新設された自由国軍に入った。

## 革命後
1920年代から1930年代にかけてのアイルランド市民軍は、主にイースター蜂起を経験した退役軍人の集いとしてではあるが、シェーマス・マッゴーワン、ディック・マコーミック、フランク・パーセルらによって存続した。1927年、制服を纏ったアイルランド市民軍の男性が儀仗兵として、コンスタンツ・マルキエビッチの葬儀で栄誉礼を執り行なった。
1929年、ロディー・コノリーとヘレナ・モローニーは「新生ICA」として「労働者防衛軍」の設立を推進した。しかし労働者防衛軍は、ICAの退役軍人と、反条約派IRAの残党という、依然としてICAよりはるかに巨大な組織によって構成されていた。そのため、IRAがICAを吸収合併する形になる虞があり、ICAはこの労働者防衛軍構想を先送りにした。

### 共和党議会の下での短期的復活
1934年、スペインでの出来事に触発されピーダー・オドネルら左派共和党議員がIRAを去ると、共和党議会が設立された。共和党議会は、新しい政治活動での武装集団とすべく、準軍事組織としてのICAを、短い間ではあるが復活させることにした。ブライアン・ヘンリーのIRA史によれば、復活したICAには1935年時点で全国に約300人の隊員がいたとされている。フランク・ライアンやマイケル・プライスなどの活力的な新人の参入はICAに新たな力を与えることになった。ICAと共和党議会はアイルランドでの革命のための新たな枠組みとして「三組同盟」の必要性を提唱した。ICAと共和党議会は、革命成功への進路は準軍事組織 （ICA）と単一巨大労働組合（ITGWU）と社会主義政党（共和党議会）の三勢力が労働者の名の下に団結することにある、と考えた。

## 制服と軍旗

1930年代から現在まで使われている星の鋤

ICAの制服は濃緑色で、スローチハットとアルスターの赤い手を模した勲章を身に着ける。旗には星があしらわれた鋤のサインを用いていた。

## ギャラリー
- プラーク
- イースター蜂起でアイルランド市民軍の基地であったダブリン中央郵便局の脇にあるアイルランド市民軍リーダーであるジェームズ・ラーキンの肖像。
- アイルランド市民軍の採用応募文書

## 関連文献
- Anderson, W.K., James Connolly and the Irish Left (Dublin 1994). ISBN 0-7165-2522-4.
- Fox, R.M., The History of the Irish Citizen Army (Dublin 1943)
- Greaves, C. Desmond, Life and Times of James Connolly, (London 1972)
- Haswell, Jock, Citizen Armies (London 1973)
- Hart, Peter, The IRA at War 1916-1923 (Oxford 2003)
- Hayes-McCoy, G.A., 'A Military History of the 1916 Rising', in K.B.Nowlan (ed.), The Making of 1916.  Studies in the History of the Rising (Dublin 1969)
- Mac An Mháistir, Daithí, The Irish Citizen Army: The World's First Working Class Army (Dublin 2017)
- Martin, F.X., Leaders and Men of the Easter Rising: Dublin 1916 (London 1967)
- O'Casey, Sean (as P. Ó Cathasaigh) Story of the Irish Citizen Army (Dublin 1919)
- O'Drisceoil, Donal, Peadar O'Donnell (Cork 2000)
- Perry, Ciaran, The Irish Citizen Army, Labour clenches its fist!
- Phelan, Mark, 'World War I and the Legacy of the Dublin Lockout, 1914-1916', in Éire-Ireland (Winter, 2016)
- Robbins, Frank. 1978. Under the Starry Plough: Recollections of the Irish Citizen Army. Dublin: The Academy Press. ISBN 0-906187-00-1.